# Konstruktionselement

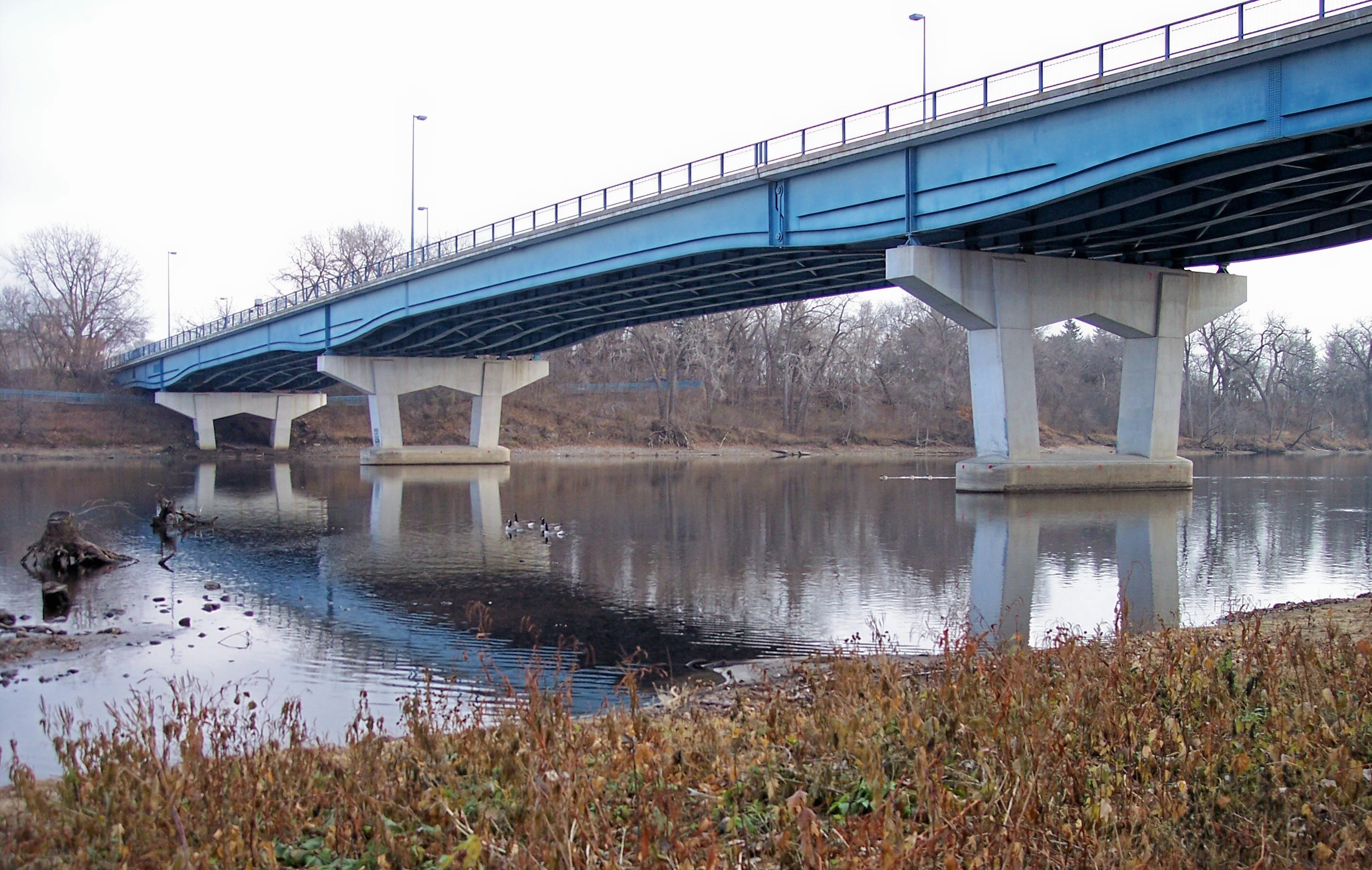
Balkbro med bropelare.

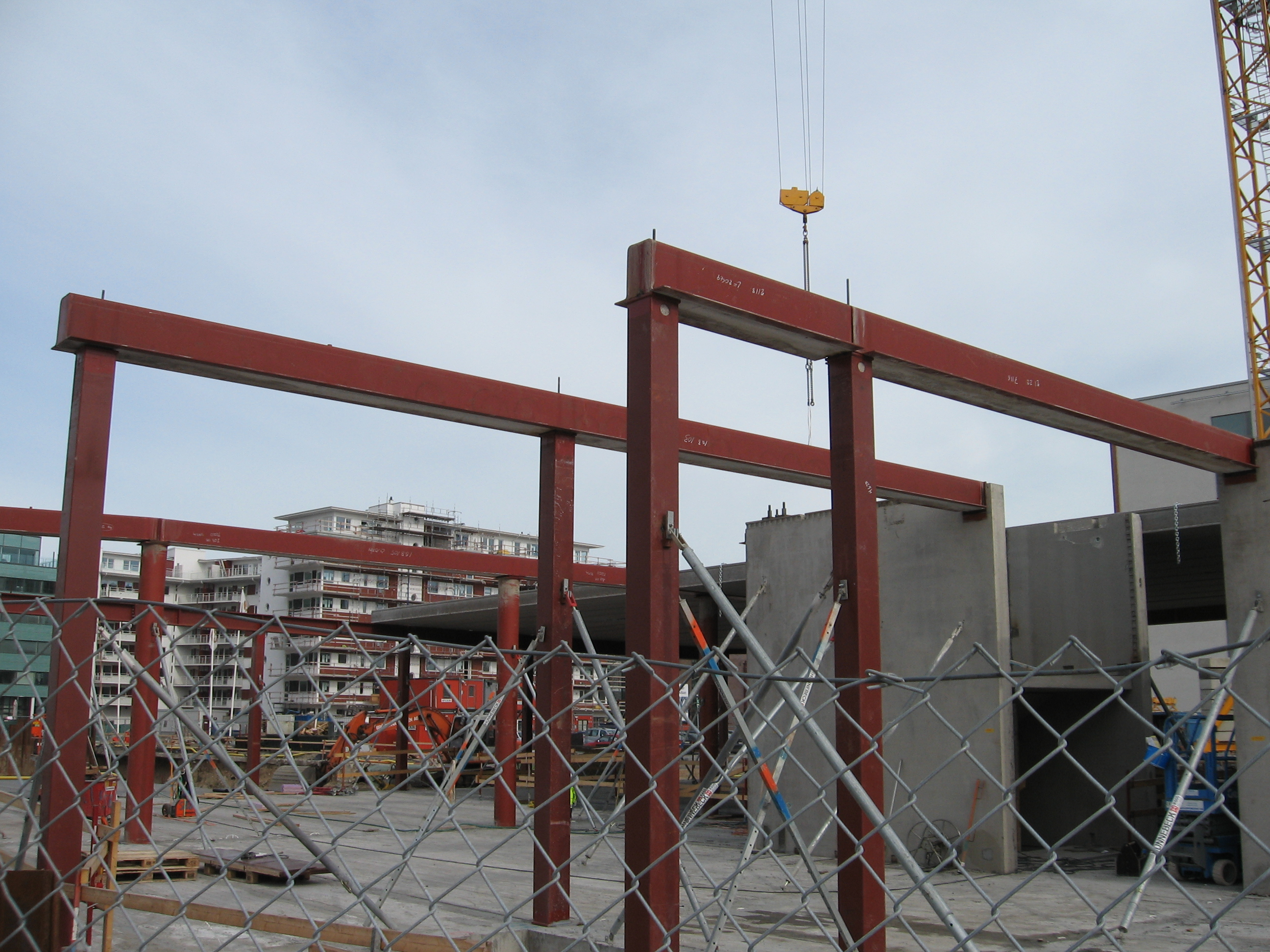
Balkar och pelare i husbyggnad.

Konstruktionselement är ett begrepp inom byggnadsteknik som används för att dela upp ett komplext byggnadsverk i mindre funktionella delar som till stor del kan analyseras separat. De vanliga konstruktionselementen (balkar, pelare, linor etc.) återfinns i väldigt många typer av byggnadsverk. Detta gör att ingenjörer principiellt kan använda samma kunskaper för att analysera ett brodäck som en flygplansvinge. 
Skruvar, nitar och spikar är exempel på maskinelement vilket är ett liknande begrepp.

## Exempel på endimensionella byggnadselement
- Balkar - används främst för att bära tvärlast
- Pelare, strävor - används främst för att bära trycklast
- Linor, dragstänger - används för att bära draglast

## Exempel på tvådimensionella byggnadselement
- Plattor, spånskivor - som balk fast i två dimensioner
- Membran - som dragstång fast i två dimensioner